# Veglia funebre

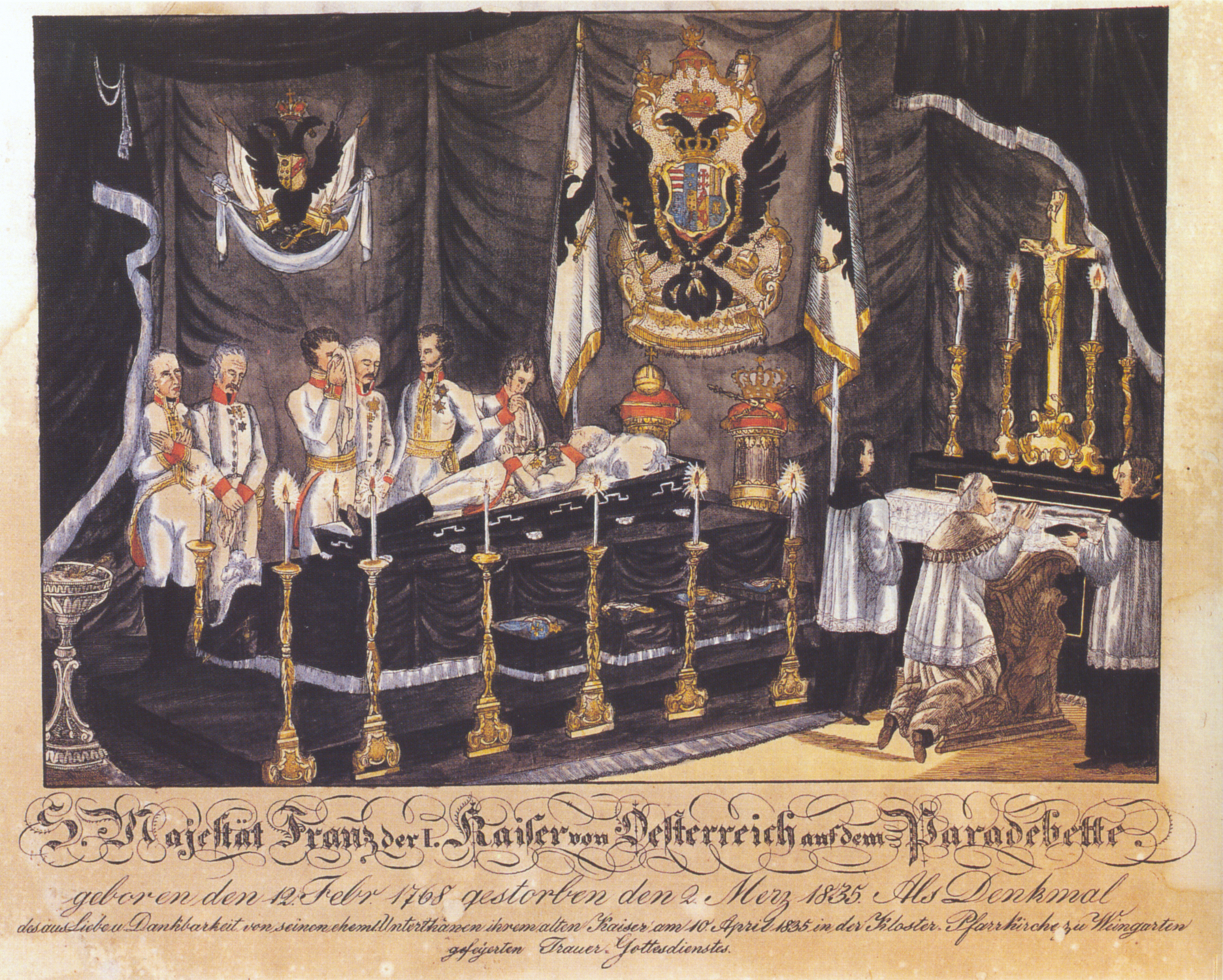
Veglia funebre per l'imperatore Francesco II (Austria, 1835)

La veglia funebre o vigilia è una riunione o celebrazione tradizionale durante la quale i parenti e gli amici di un defunto si riuniscono nelle ore che seguono la sua morte e prima che il cadavere venga seppellito o cremato.

## Svolgimento

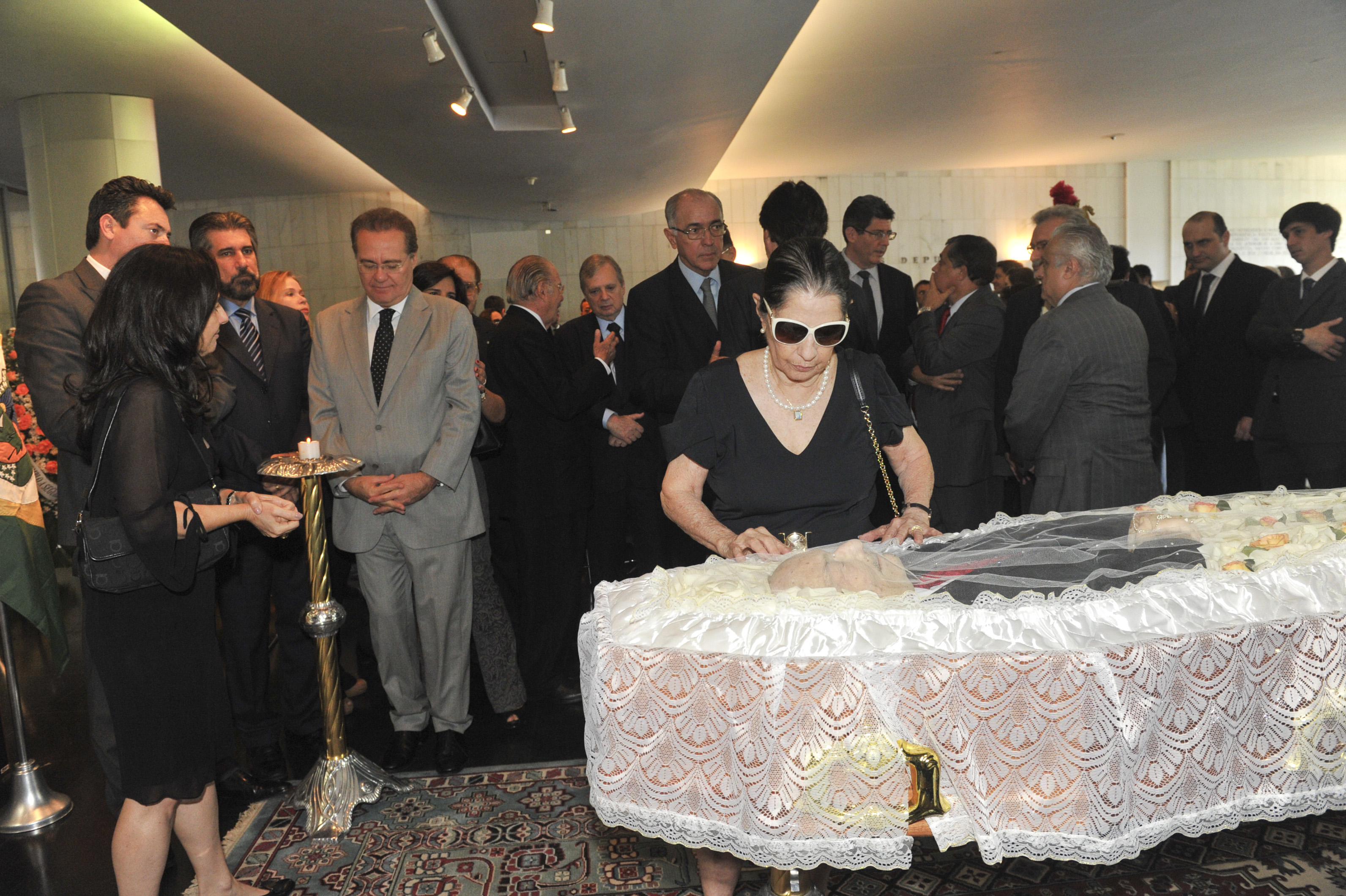
Camera ardente di Antonio Paes de Andrade (Brasile, 2015)

Per tradizione la veglia funebre con il defunto "presente nel corpo" si svolge nella stessa stanza dove è avvenuto il decesso o in un locale contiguo del domicilio del defunto. La stanza dove viene esposto il corpo è detta in italiano camera ardente. Nella società occidentale le leggi in materia sanitaria e il progresso hanno spesso relegato la veglia funebre in camere ardenti appositamente predisposte dalle imprese di pompe funebri, oppure nell'obitorio dell'ospedale o della struttura socio/sanitaria dove era ospitata la persona deceduta.
A seconda della confessione religiosa del defunto e dei suoi familiari nel corso della veglia funebre possono essere celebrati i riti e le cerimonie previste da tale religione. Mentre in passato questa forma di lutto era spesso caratterizzata da una notevole drammaticità ed assumeva forme anche sontuose, il laicismo ha in generale ridotto l'importanza attribuita alla riunione per il tributo dell'ultimo saluto.
A seguito della dipartita di una persona che in vita era molto famosa vengono spesso celebrate pubbliche esequie come, ad esempio, il funerale di stato, ed è possibile per persone anche non strettamente legate al defunto visitare la camera ardente dove ne è esposto il cadavere.

## Nella storia della pittura

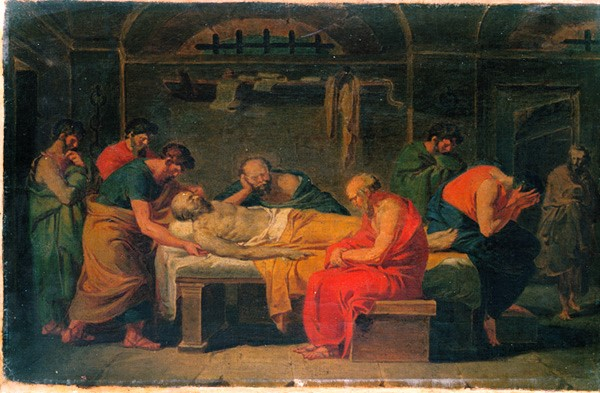
Lamento sul corpo di Socrate (primo Ottocento), di Vincenzo Camuccini
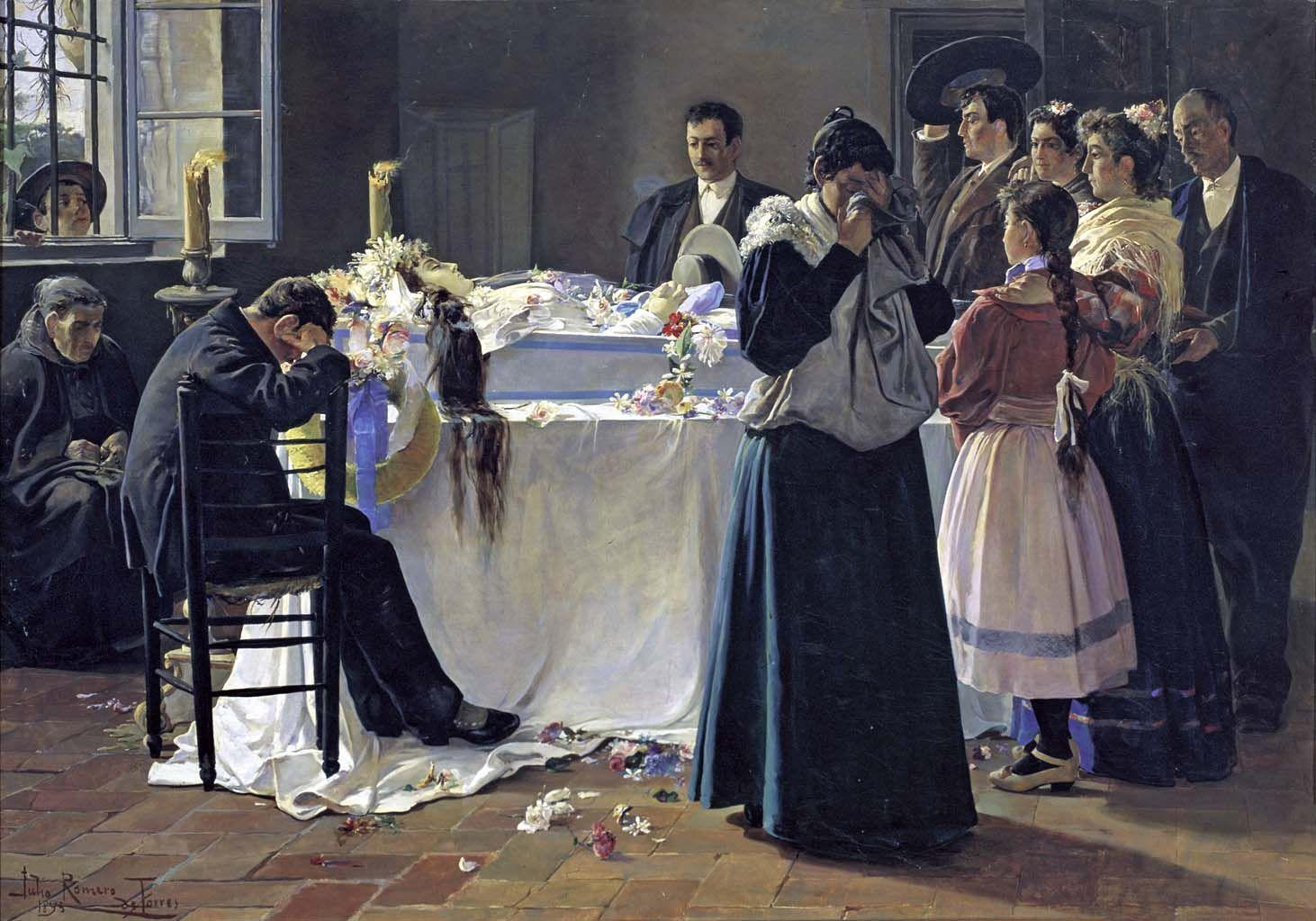
Mira que bonita era (ca. 1895), di Julio Romero de Torres (Museo Julio Romero de Torres, Spagna)
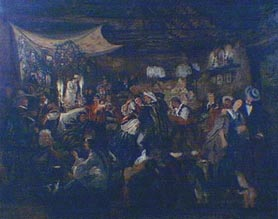
El velatorio del angelito (1840), di Ernest Charton (Museo Nacional de Bellas Artes, Argentina)
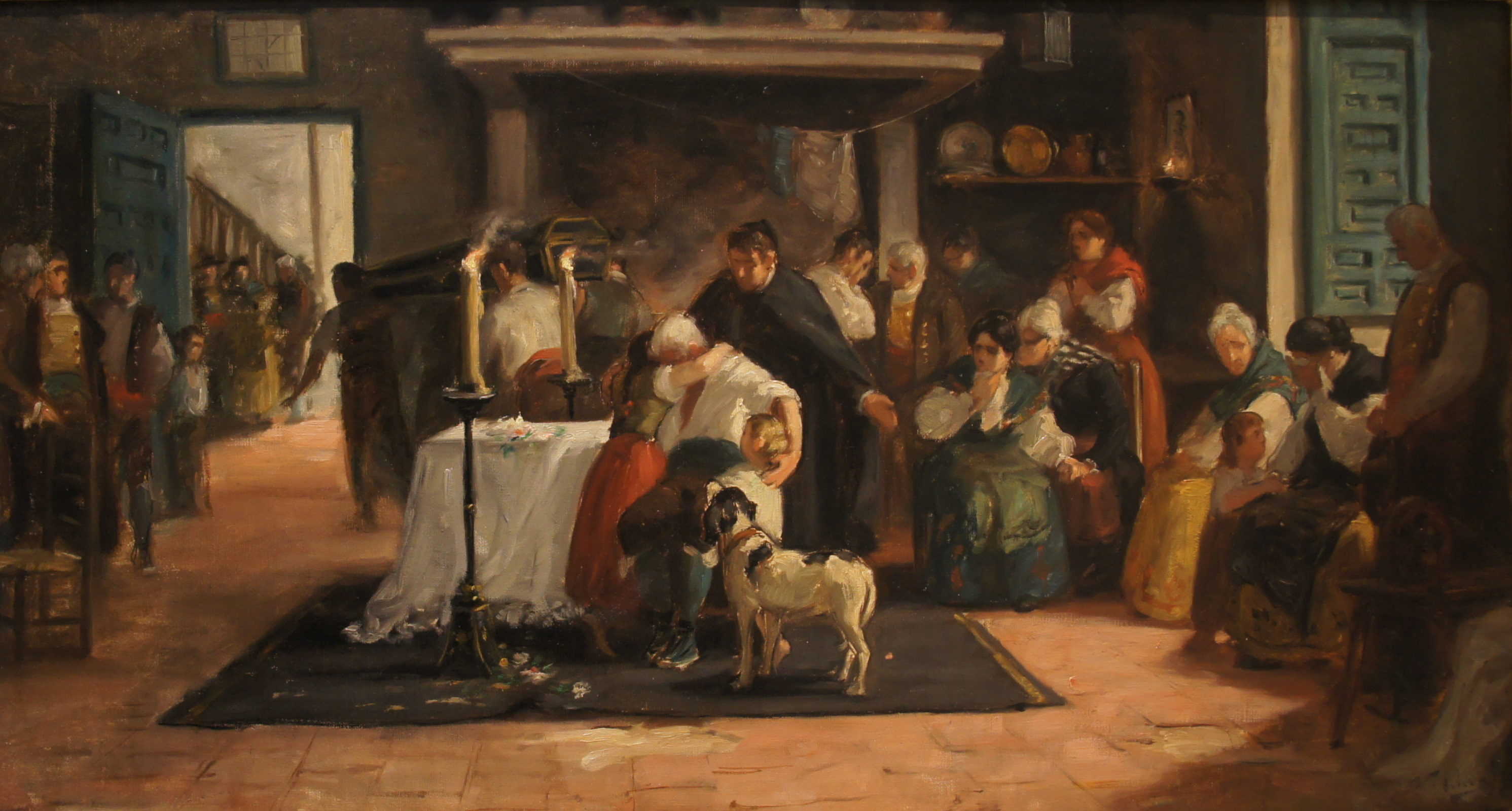
El velatorio di Ulpiano Checa, (Museo Ulpiano Checa, Spagna)